# Estación Burzaco
Burzaco es una estación ferroviaria ubicada en la ciudad homónima, en el partido de Almirante Brown, Gran Buenos Aires, Argentina.

## Servicios
Es un centro de transferencia intermedio del servicio eléctrico metropolitano de la Línea General Roca que se presta entre las estaciones Constitución y Glew/Alejandro Korn.

## Diagrama
| Plataforma Este    | |
| Vía 1              | Terminal de trenes fraccionados provenientes de Constitución |
| Vía 2              | Partida de trenes fraccionados hacia Constitución (próxima Adrogué) |
| Plataforma central | |
| Vía 3              | Trenes a Glew provenientes de Constitución (próxima Longchamps) Trenes a Korn provenientes de Constitución (próxima Longchamps) Trenes directos a Korn provenientes de Constitución (próxima Longchamps) |
| Vía 4              | Trenes a Constitución provenientes de Glew (próxima Adrogué) Trenes a Constitución provenientes de Korn (próxima Adrogué) Trenes directos a Constitución provenientes de Korn (próxima Adrogué)          |
| Plataforma Oeste   | |

## Ubicación e infraestructura
El acceso general da a la dársena de colectivos junto a la calle Carlos Pellegrini. Las plataformas se comunican mediante un túnel.
Posee cuatro andenes elevados, dos pasantes a Alejandro Korn y otros dos cuyas vías finalizan en la estación, tanto como por servicios fraccionados como para emergencias cuando el servicio de trenes está interrumpido entre Glew/Alejandro Korn y Burzaco, y los trenes provenientes de Constitución se ven obligados a terminar su recorrido aquí.

## Toponimia
La estación ferroviaria y la localidad deben su nombre a los hermanos Francisco y Eugenio Burzaco, hacendados de la zona, que donaron las tierras para la construcción de la parada ferroviaria.